# Peter Fleming
Peter Fleming (n. 31 mai 1907, Londra, Regatul Unit al Marii Britanii și Irlandei – d. 18 august 1971, Bridge of Orchy⁠(d), Argyll and Bute, Scoția, Regatul Unit) a fost un scriitor englez.
El a scris pentru The Times și The Spectator. A fost fratele lui Ian Fleming.

## Scrieri
- 1933 Brazilian Adventure (Aventura în Brazilia)
- 1934 One's Company: A Journey to China in 1933 (Compania unuia: O călătorie în China în 1933)
- 1936 News from Tartary: A Journey from Peking to Kashmir (Știri din Tătaria: O călătorie din Peking în Kașmir)